# Gyeplabda az 1988. évi nyári olimpiai játékokon
Az 1988. évi nyári olimpiai játékokon a gyeplabdatornákat szeptember 18. és október 1. között rendezték.

## Éremtáblázat
(A rendező ország csapata eltérő háttérszínnel, az egyes számoszlopok legmagasabb értéke, vagy értékei vastagítással kiemelve.)
| Az 1988. évi nyári olimpiai játékok éremtáblázata gyeplabdában | Az 1988. évi nyári olimpiai játékok éremtáblázata gyeplabdában | Az 1988. évi nyári olimpiai játékok éremtáblázata gyeplabdában | Az 1988. évi nyári olimpiai játékok éremtáblázata gyeplabdában | Az 1988. évi nyári olimpiai játékok éremtáblázata gyeplabdában | Olimpia  |
| -------------------------------------------------------------- | -------------------------------------------------------------- | -------------------------------------------------------------- | -------------------------------------------------------------- | -------------------------------------------------------------- | -------- |
|                                                                | Ország                                                         | Arany                                                          | Ezüst                                                          | Bronz                                                          | Összesen |
| 1.                                                             | Nagy-Britannia (GBR)                                           | 1                                                              | 0                                                              | 0                                                              | 1        |
|                                                                | Ausztrália (AUS)                                               | 1                                                              | 0                                                              | 0                                                              | 1        |
|                                                                |                                                                |                                                                |                                                                |                                                                |          |
| 3.                                                             | NSZK (FRG)                                                     | 0                                                              | 1                                                              | 0                                                              | 1        |
|                                                                | Dél-Korea (KOR)                                                | 0                                                              | 1                                                              | 0                                                              | 1        |
|                                                                |                                                                |                                                                |                                                                |                                                                |          |
| 5.                                                             | Hollandia (NED)                                                | 0                                                              | 0                                                              | 2                                                              | 2        |
|                                                                |                                                                |                                                                |                                                                |                                                                |          |
| Összesen                                                       | Összesen                                                       | 2                                                              | 2                                                              | 2                                                              | 6        |

## Érmesek

### Férfi torna
| Az 1988. évi nyári olimpiai játékok érmesei férfi gyeplabdában | Az 1988. évi nyári olimpiai játékok érmesei férfi gyeplabdában | Az 1988. évi nyári olimpiai játékok érmesei férfi gyeplabdában | Az 1988. évi nyári olimpiai játékok érmesei férfi gyeplabdában |
| --- | --- | --- | -------------------------------------------------------------- |
| Arany | Ezüst | Bronz |                                                                |
| Nagy-Britannia (GBR) | NSZK (FRG) | Hollandia (NED) |                                                                |
| Ian C. B. Taylor Veryan Pappin David Faulkner Paul Barber Stephen Martin Jonathan Potter Richard Dodds Martyn Grimley Stephen Batchelor Richard Leman James Kirkwood Kulbir Bhaura Sean Kerly Robert Clift Imran Sherwani Russell Garcia | Christian Schliemann Tobias Frank Horst-Ulrich Hänel Carsten Fischer Andreas Mollandin Ekkhard Schmidt-Opper Dirk Brinkmann Heiner Dopp Stefan Blöcher Andreas Keller Thomas Reck Thomas Brinkmann Hanns-Henning Fastrich Michael Hilgers Volker Fried Michael Metz | Frank Leistra Marc Benninga Cees Jan Diepenveen Maurits Crucq René Klaassen Hendrik Jan Kooijman Marc Delissen Jacques Brinkmann Gerrit Jan Schlatmann Tim Steens Floris Jan Bovelander Patrick Faber Ronald Jansen Jan Hidde Kruize Erik Parlevliet Taco van den Honert |                                                                |

### Női torna
| Az 1988. évi nyári olimpiai játékok érmesei női gyeplabdában | Az 1988. évi nyári olimpiai játékok érmesei női gyeplabdában | Az 1988. évi nyári olimpiai játékok érmesei női gyeplabdában | Az 1988. évi nyári olimpiai játékok érmesei női gyeplabdában |
| --- | --- | --- | ------------------------------------------------------------ |
| Arany | Ezüst | Bronz |                                                              |
| Ausztrália (AUS) | Dél-Korea (KOR) | Hollandia (NED) |                                                              |
| Kathleen Partridge Elspeth Clement Liane Tooth Loretta Dorman Laooraine Hillas Michelle Capes Sandra Pisani Deborah Bowmas Lee Capes Kim Small Sally Carbon Jacqueline Pereira Tracey Lee Belbin Rechelle Hawkes Sharon Patmore Maree Fish | Kim Miszon (Kim Mi-Seon) Han Ogjong (Han O-Gyeong) Csang Undzsong (Jang Eun-Jeong) Han Gumsil (Han Geum-Sil) Cshö Cshunok (Choi Chun-Ok) Kim Szundok (Kim Sun-Deok) Csong Szanghjon (Jeong Sang-Hyeon) Csin Vonsim (Jin Won-Sim) Hvang Gumszuk (Hwang Geum-Suk) Cso Gihjang (Jo Gi-Hyang) Szo Gvangmi (Seo Gwang-Mi) Pak Szundzsa (Park Sun-Ja) Kim Jongszuk (Kim Yeong-Suk) Szo Hjoszon (Seo Hyo-Seon) Im Gjeszuk (Im Gye-Suk) Csong Ungjong (Jeong Eun-Gyeong) | Bernadette de Beus Yvonne Buter Willemien Aardenburg Laurien Willemse Marjolein Bolhuis-Eysvogel Lisanne Lejeune Carina Benninga Annemieke Fokke Ingrid Wolff Marieke van Doorn Sophie von Weiler Aletta van Manen Noor Holsboer Helena van der Ben Martine Ohr Anneloes Nieuwenhuizen |                                                              |